# Géométrie discrète
 La géométrie discrète est une branche de la géométrie. On parle de géométrie discrète pour la distinguer de la géométrie « continue ». Tout comme cette dernière, elle peut être analytique, les objets sont dans ce cas décrits par des inéquations. 
Un exemple simple : la géométrie continue en deux dimensions permet de définir des droites, des cercles dans un plan. Ces objets sont des ensembles de points qui sont des couples de nombres réels. Dans ce contexte, la géométrie discrète se proposera de définir et de manipuler des ensembles de points à coordonnées entières qui formeront des droites ou des cercles discrets. L'essor de cette discipline est due à l'essor de l'informatique qui permet de manipuler exactement des objets discrets. Les principales applications de la géométrie discrète sont la synthèse d'image, l'analyse et la reconnaissance de formes. 
Il existe deux transformations permettant de passer d'un espace discret à un espace continu (et vice versa) : ces deux transformations sont respectivement la reconstruction (appelée aussi continuation) et la discrétisation. Ces transformations ne sont pas bijectives car toute discrétisation induit une perte d'information. 
Un autre aspect important de la géométrie discrète est la manipulation des objets, dont les éléments sont discrets, dans un espace à grande échelle (l'ensemble d'espace occupé par les éléments). 
La géométrie discrète n'est pas une branche de la géométrie, elle est une approche de la géométrie puisqu'elle utilise les outils et concepts de la géométrie en substituant les points continus aux points discrets. On ne peut dire que la géométrie discrète est un ensemble d'objets géométriques (c'est la géométrie plane), ni un ensemble de relations entre ces objets, mais on peut dire que c'est un ensemble d'outils mathématiques.